# Guy Mardel
Guy Mardel, geboren als Mardochée Elkoubi (Oran, 30 juni 1944), is een Frans zanger.

## Biografie
Mardochée Elkoubi werd geboren in Frans-Algerije aan het einde van de Tweede Wereldoorlog. Hij leefde de eerste vijftien jaar van zijn leven in Algerije en verhuisde in 1959 naar Frankrijk. Daar studeerde hij rechten en trad af en toe op met een jazzband. AZ Records pikte hem op en bood hem een platencontract aan. In 1963 bracht hij zijn eerste twee singles uit. In 1965 werd hij intern aangeduid om Frankrijk te vertegenwoordigen op het Eurovisiesongfestival 1965, dat gehouden werd in de Italiaanse stad Napels. Met het nummer N'avoue jamais eindigde hij op de derde plaats.
Nadien slaagde Mardel er niet in zijn succes op het Eurovisiesongfestival uit te buiten. Hij bracht nog verschillende singles uit tot de jaren tachtig, zonder veel succes. In 1977 richtte hij zijn eigen platenlabel op: MM. Momenteel leeft Mardel in Jeruzalem.
1956: Mathé Altéry + Dany Dauberson · 
1957: Paule Desjardins · 
1958: André Claveau · 
1959: Jean Philippe · 
1960: Jacqueline Boyer · 
1961: Jean-Paul Mauric · 
1962: Isabelle Aubret · 
1963: Alain Barrière · 
1964: Rachel · 
1965: Guy Mardel · 
1966: Dominique Walter · 
1967: Noëlle Cordier · 
1968: Isabelle Aubret · 
1969: Frida Boccara · 
1970: Guy Bonnet · 
1971: Serge Lama · 
1972: Betty Mars · 
1973: Martine Clémenceau · 
1975: Nicole Rieu · 
1976: Catherine Ferry · 
1977: Marie Myriam · 
1978: Joël Prévost · 
1979: Anne-Marie David · 
1980: Profil · 
1981: Jean Gabilou · 
1983: Guy Bonnet · 
1984: Annick Thoumazeau · 
1985: Roger Bens · 
1986: Cocktail Chic · 
1987: Christine Minier · 
1988: Gérard Lenorman · 
1989: Nathalie Pâque · 
1990: Joëlle Ursull · 
1991: Amina · 
1992: Kali · 
1993: Patrick Fiori · 
1994: Nina Morato · 
1995: Nathalie Santamaria · 
1996: Dan Ar Braz & Héritage des Celtes · 
1997: Fanny · 
1998: Marie Line · 
1999: Nayah · 
2000: Sofia Mestari · 
2001: Natasha Saint-Pier · 
2002: Sandrine François · 
2003: Louisa Baïleche · 
2004: Jonatan Cerrada · 
2005: Ortal · 
2006: Virginie Pouchain · 
2007: Les Fatals Picards · 
2008: Sébastien Tellier · 
2009: Patricia Kaas · 
2010: Jessy Matador · 
2011: Amaury Vassili · 
2012: Anggun · 
2013: Amandine Bourgeois · 
2014: Twin Twin · 
2015: Lisa Angell · 
2016: Amir · 
2017: Alma · 
2018: Madame Monsieur · 
2019: Bilal Hassani · 
2021: Barbara Pravi · 
2022: Alvan & Ahez · 
2023: La Zarra · 
2024: Slimane · 
2025: Louane
- Biblioteca Nacional de España: XX1628731
- Bibliothèque nationale de France: cb13922270r (data)
- International Standard Name Identifier: 0000 0000 5942 2110
- MusicBrainz: 37631c7b-7cbd-4446-b6fe-c8accc9d5ccf
- SNAC: w61r7b5r
- Système universitaire de documentation: 078777798
- Virtual International Authority File: 24789052
- WorldCat: E39PBJwhyKpmRT7t8CVQcgYwYP